# بخش سورندراناگر
بخش سورندراناگر (به انگلیسی: Surendranagar district) یک منطقهٔ مسکونی در هند است که در گجرات واقع شده‌است. بخش سورندراناگر ۱۰٬۴۸۹ کیلومتر مربع مساحت و ۱٬۷۵۶٬۲۶۸ نفر جمعیت دارد و ۵۴۷ متر بالاتر از سطح دریا واقع شده‌است.